# При каноні стояв
При каноні стояв — українська стрілецька пісня часів Першої світової війни. Є варіантом відомої чеської жартівливої пісні «Канонір Ябурек» (чеськ. Kanonýr Jabůrek), написаної у 1884 році. 

## Чеський варіант
Пісня «Канонір Ябурек» є розповіддю про доблесного каноніра Франца Ябурека, який, як сказано в пісні, брав участь у битві при Садовій (1866) під час Австро-прусської війни. Навіть після того, як ворожі гарматні ядра відірвали йому обидві руки, він продовжував заряджати гармату босими ногами тощо. Коли йому відірвали голову, вона полетіла до генерала і сказала: «Доповідаю, я не можу віддати честь». Далі в пісні говориться, що за його хоробрість він був підвищений до дворянства на ім’я Едлер фон ден Ябурек, і що він не мав голови, нічого страшного, тому що вже було багато безголового дворянства. Жодної реальної події в пісні не описано; однак у той час існували газетні повідомлення та легенди, що описували різні види перебільшеного героїзму.
Пісню про Ябурека виконують в арештантській камері Марек і Швейк в книзі Пригоди бравого вояка Швейка 
У Садовій є шинок «U Kanonýra Jabůrka » — місці, навколо якого проходила битва.

## Стрілецький варіант
Під час Першої світової війни вона набула широкої популярності серед солдат Австро-Угорської армії, в тому числі Українських січових стрільців. 
Відома в багатьох варіаціях, а кількість куль, що відтинали у хороброго каноніра руки, ноги та інші частини тіла, залежала від фантазії виконавців. Пісня була популярною і за часів СРСР, публікувалась у збірнику "Рекрутські та солдатські пісні". У 1960-х роках була неофіційним гімном Клубу творчої молоді «Сучасник», була улюбленою піснею Бориса Антоненка-Давидовича. 
Пісня виконується у фільмі "Небилиці про Івана"  кінорежисера Бориса Івченка, знятий за сценарієм Івана Миколайчука. 
Текст пісні „При каноні стояв” є сюжетоорганізуючим ядром роману Ярослава Верещака "Пилип Шруба: Галабурда", в якому головний герой твору є уособленням ліричного героя стрілецької пісні  – "мужнього солдата, який захищає свою Батьківщину не зважаючи навіть на поранення та смерть". 
Починаючи з кінця 1980-х цю пісню виконують різні музичні колективи і виконавці. Зокрема, гурт "Львівське ретро", "Журборіз", "Буття", Бурлака (хор), "Львівські музики", "Дударик" , Муніципальна академічна чоловіча хорова капела імені Л.М. Ревуцького, Тарас Житинський, Володимир "Журба" Скоробський. 

## Текст
При каноні стояв, і фурт-фурт ладував, 

І фурт-фурт і фурт-фурт, І фурт-фурт ладував. 

Приспів: 

І фурт-фурт і фурт-фурт І фурт-фурт ладував, 

А він все ще стояв І фурт-фурт ладував. 

Перша куля летіла, праве вухо відтяла, 

А він все ще стояв, і фурт-фурт ладував. 

Приспів. 

Друга куля летіла, Ліве вухо відтяла, 

А він все ще стояв, і фурт-фурт ладував. 

Приспів.

Третя куля летіла, Йому носа відтяла, 

А він все ще стояв, і фурт-фурт ладував. 

Приспів. 

Чверта куля летіла, Праву руку відтяла, 

А він все ще стояв, і фурт-фурт ладував.

## Коментар
1. ↑  гармата
2. ↑  постійно, незмінно
3. ↑  заряджав